# Eunidia savioi
Eunidia savioi là một loài bọ cánh cứng trong họ Cerambycidae.